# Museum Forum Arenacum

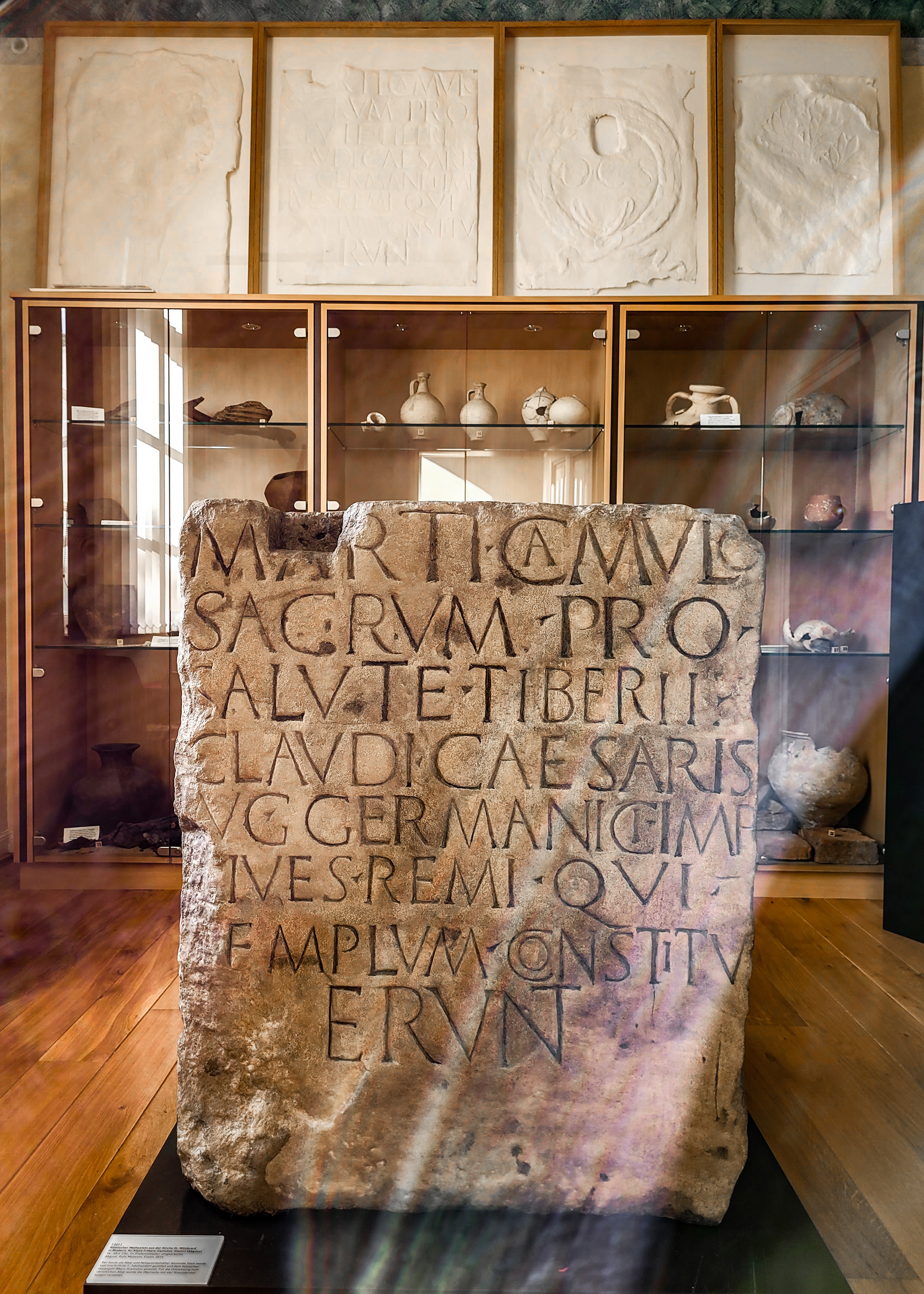
Mars-Camulus-Stein (Replika) im Museum Forum Arenacum in Rindern

Das Museum Forum Arenacum befindet sich in Rindern  in Nordrhein-Westfalen und wurde 2002 gegründet. In den Räumlichkeiten der ehemaligen Lehrerwohnung der Johanna-Sebus-Grundschule aus dem Jahr 1890 zeigt das Museum auf ca. 300 m² römische und fränkische Funde aus Rindern und der Umgebung.

## Beschreibung
Das Museum organisiert regelmäßig Wechselausstellungen zu Themen und Künstlern aus der Region, die Bezüge zu Rindern und der umliegenden Natur herstellen. Neben den Forschungsschwerpunkten zu Johanna Sebus und allgemeines Bürgerengagement sowie Maria Reymer und die niederrheinische Käseproduktion richtet das Museum besonderes Augenmerk auf den international renommierten Künstler Joseph Beuys und seine Zeit in Rindern. Im Museum ist das originale Kinder- und Jugendzimmer von Beuys ausgestellt. Der Name des Museums geht auf den bei Tacitus erwähnten Ort Harenatium (auch Kastell Kleve-Rindern), zurück. Er fungierte im 1. bis 3. Jahrhundert als eine mutmaßliche römische Befestigungsanlage am Niedergermanischen Limes, der seit 2021 zum UNESCO-Weltkulturerbe gehört.

## Dauerausstellung
In der Ausstellung werden unter anderem Bronzefunde aus Düffelward, Münzen aus dem römischen Reich, feine Terra Sigillata, römisches Gebrauchsgeschirr, Schiffsfunde aus dem Spyck sowie fränkische Grabfunde gezeigt. Ein besonderes Ausstellungsstück ist der Abguss des berühmten Mars-Camulus-Steins aus der Zeit Kaiser Neros. Im 6. Jahrhundert wurde der Stein zu einem christlichen Altar geweiht und ist heute der Mittelpunkt des Altars der St. Willibrord Pfarrkirche in Rindern.

## Ortsarchiv
Das Museum beherbergt das Ortsarchiv Rindern. Zur umfangreichen Sammlung gehören u. a. die Totenzettelsammlung, die Kirchenbücher von Rindern und die Sammlung Dr. Wilhelm Wanders.

## Pädagogische Angebote
Das Museum Forum Arenacum bietet regelmäßige Führungen für Schulen in der Primarstufe und Sekundarstufe 1 an. Die Schülerinnen und Schüler erhalten einen sachkundigen Einblick in die Geschichte dieser Region über vier Themenschwerpunkte: römische Geschichte in der Region, das kulturelle Gedächtnis um Johanna Sebus, die Revolution der niederrheinischen Käseproduktion durch Maria Reymer im benachbarten Käsemuseum auf Gut Hogefeld und die Verbindung von Joseph Beuys zu Rindern und Umgebung.

## Auszeichnungen
- 2019 erhielt das Museum Forum Arenacum den 2. Heimat-Preis der Stadt Kleve.[5]
- 2023 erhielt der Museumsgründer Roland Verheyen und der Verein Arenacum – Verein für Kultur und Geschichte in Rindern e.V. den Rheinlandtaler in der Kategorie Kultur.[6]

## Publikationen
- Günter Voldenberg: Johanna Sebus 1809–2009. Rindern, 2009.[7]
- Kurt Kreiten, Frank Mehring (Hrsg.): Die Wasserburg Rindern im Wandel der Zeit: Jagdschloss, Gefechtsstand und Bildungsstätte. Kleve, 2020.[8]
- Joerg Sachisthal: Retro: Von Brüx bis Brüx. Rindern, 2022.[9]

## Ausstellungen (Auswahl)

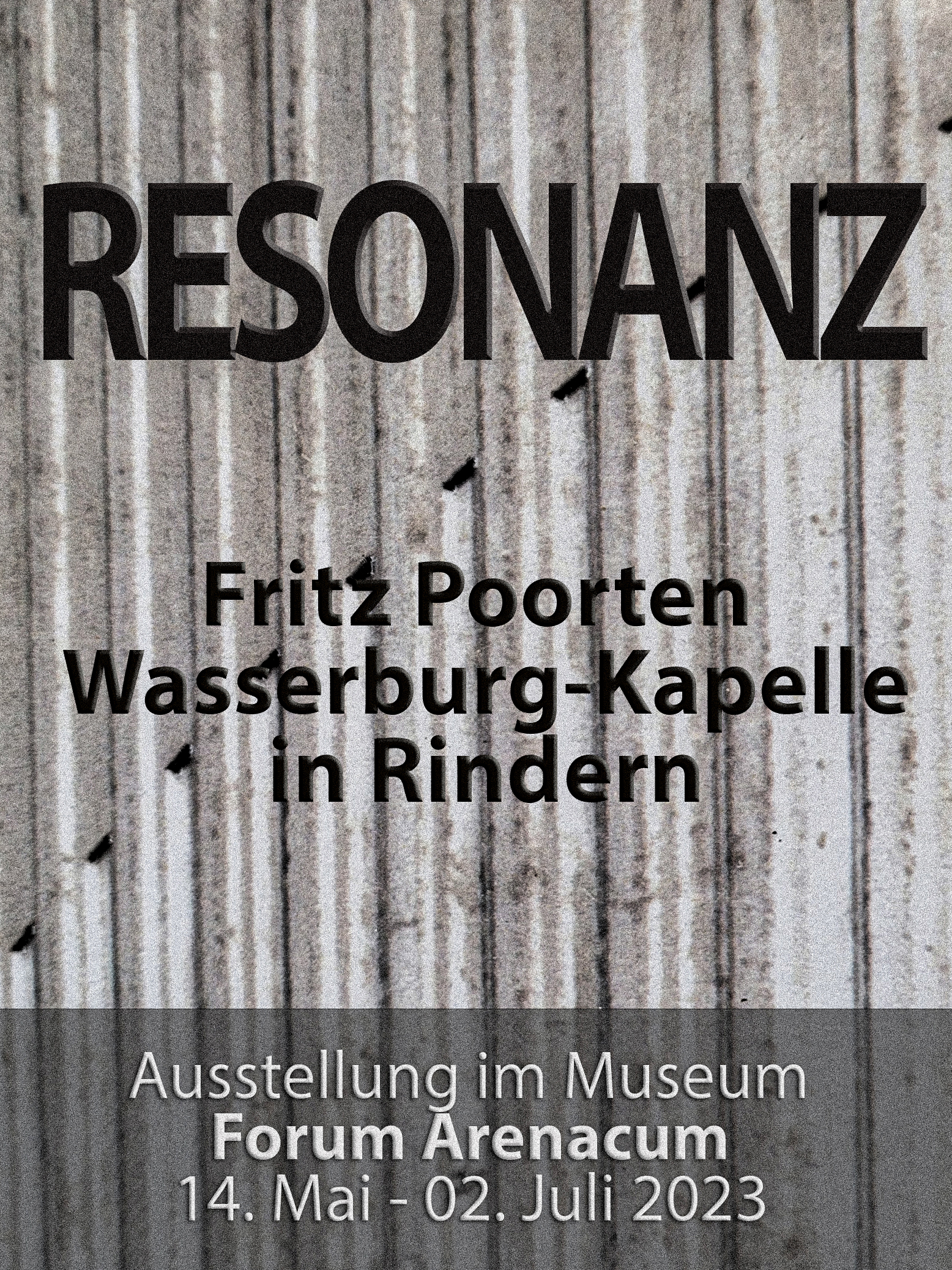
Fritz Poorten Ausstellung RESONANZ (2023)

- 2017: Fünf Jahre RP-Karikatur von Martin Lersch[10]

- 2018: Christel Verhalen Farbradierungen und mehr[11]
- 2018: Werke von Sofia Stika[12]
- 2019: Fotoausstellung Niederrhein von Kurt Michelis[13]
- 2019: Rückkehr nach Rindern: Geschichte der Villa „Mina“[14]
- 2021: Joseph Beuys: Kindheit und Jugend in Rindern[2]
- 2021: Bäume, Beuys & Brüx[15]
- 2022: Retro: Von Brüx bis Brüx 1902–2002[9]
- 2023: Industrie-Fotografie: Josef Hintzen[16]
- 2023: Resonanz: Fritz Poorten[17]
- 2023/4: Künstlerblicke: Joke Ruijs[18]